# تايلر ميرفي
تايلر ميرفي (بالإنجليزية: Tyler Murphy)‏ هو لاعب كرة قدم أمريكية أمريكي، ولد في 12 يناير 1992 في هارتفورد في الولايات المتحدة.

## وصلات خارجية
- تايلر ميرفي على موقع مرجع كرة القدم المحترفة.كوم (الإنجليزية)